# Asterothyrium octomerum
Asterothyrium octomerum är en lavart som beskrevs av Rolf Santesson 1952. Asterothyrium octomerum ingår i släktet Asterothyrium och familjen Gomphillaceae.   Inga underarter finns listade i Species Fungorum.